# Banfield

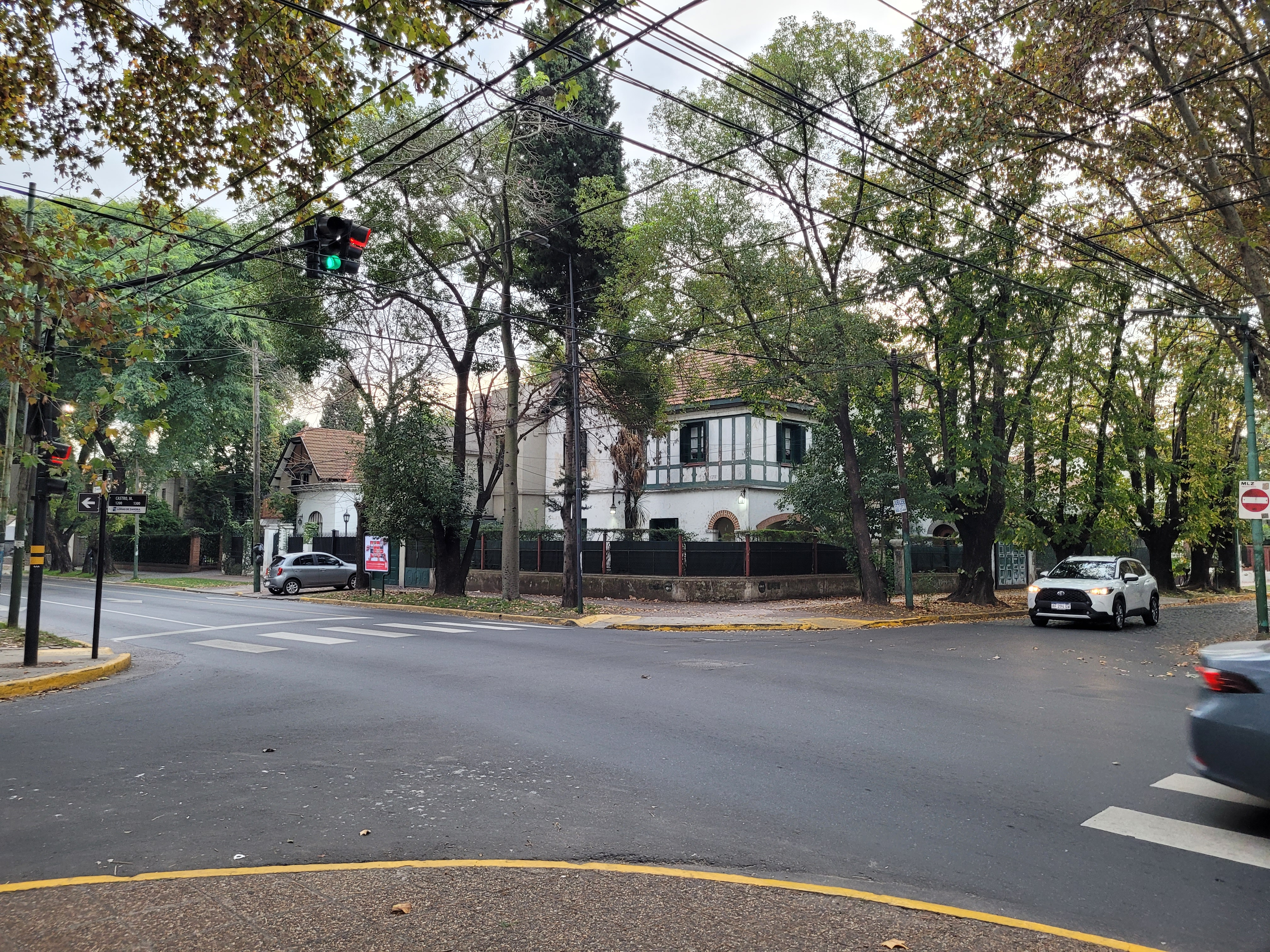
Avenida Larroque, Banfield

Banfield é uma localidade situada na parte oriental do "partido" de Lomas de Zamora, na zona sul da Grande Buenos Aires, Argentina. Limita-se com Lanús, Temperley, Villa Centenario e Villa Fiorito. Encontra-se a cerca de 16 km do centro da cidade de Buenos Aires. Administrativamente, Banfield é dividide em Banfield Este e Banfield Oeste.